# President de Ruanda
El president de Ruanda  és el cap d'Estat de Ruanda. El càrrec fou creat el 1961. Un total de quatre persones ha estat presidents de Ruanda des de 1961 (durant la Revolució ruandesa) fins a l'actualitat.(sense comptar dos presidents en funcions).
L'actual president de Ruanda és Paul Kagame, des del 24 de març de 2000.

## Clau
Partits polítics
- Moviment per l'Emancipació Hutu (Parmehutu)
- Moviment Republicà Nacional per la Democràcia i el Desenvolupament (MRND)
- Front Patriòtic Ruandès (RPF)

Altres faccions
- Exèrcit

Estatus
- President en funcions

## Llista de presidents
| №                                           | President (naixement–mort)        | Retrat             | mandat               | mandat                           | Elecció        | Filiació ètnica | Filiació política | Filiació política | Primer Ministre(s)                      |
| №                                           | President (naixement–mort)        | Retrat             | Inici                | Final                            | Elecció        | Filiació ètnica | Filiació política | Filiació política | Primer Ministre(s)                      |
| ------------------------------------------- | --------------------------------- | ------------------ | -------------------- | -------------------------------- | -------------- | --------------- | ----------------- | ----------------- | --------------------------------------- |
| República de Ruanda (part de Ruanda-Urundi) |                                   |                    |                      |                                  |                |                 |                   |                   |                                         |
| –                                           | Dominique Mbonyumutwa (1921–1986) |                    | 28 de gener de 1961  | 26 d'octubre de 1961             | –              | Hutu            |                   | Parmehutu         | Kayibanda                               |
| 1                                           | Grégoire Kayibanda (1924–1976)    |                    | 26 d'octubre de 1961 | 1 de juliol de 1962              | –              | Hutu            |                   | Parmehutu         | El mateix                               |
| República de Ruanda (estat independent)     |                                   |                    |                      |                                  |                |                 |                   |                   |                                         |
| (1)                                         | Grégoire Kayibanda (1924–1976)    |                    | 1 de juliol de 1962  | 5 de juliol de 1973 (deposat.)   | 1965 1969      | Hutu            |                   | Parmehutu         | Càrrec abolit                           |
| 2                                           | Juvénal Habyarimana (1937–1994)   |                    | 5 de juliol de 1973  | 6 d'abril de 1994 (assassinat.)  | 1978 1983 1988 | Hutu            |                   | Militar / MRND    | Nsanzimana Nsengiyaremye Uwilingiyimana |
| –                                           | Théodore Sindikubwabo (1928–1998) |                    | 8 d'abril de 1994    | 19 de juliol de 1994 (expulsat.) | –              | Hutu            |                   | MRND              | Kambanda                                |
| 3                                           | Pasteur Bizimungu (1950–)         |                    | 19 de juliol de 1994 | 23 de març de 2000 (dimití.)     | –              | Hutu            |                   | RPF               | Twagiramungu Rwigema Makuza             |
| 4                                           | Paul Kagame (1957–)               |                    | 24 de març de 2000   | 22 d'abril de 2000               | 2003 2010 2017 | Tutsi           |                   | RPF               | Makuza Habumuremyi Murekezi Ngirente    |
| 4                                           | Paul Kagame (1957–)               | 22 d'abril de 2000 | En el càrrec         |                                  | 2003 2010 2017 | Tutsi           |                   | RPF               | Makuza Habumuremyi Murekezi Ngirente    |

## Últimes eleccions
| Candidat                        | Candidat           | Partit                           | Vots      | %     |
| ------------------------------- | ------------------ | -------------------------------- | --------- | ----- |
|                                 | Paul Kagame        | Front Patriòtic Ruandès          | 6,650,722 | 98.63 |
|                                 | Philippe Mpayimana | Independent                      | 49,117    | 0.73  |
|                                 | Frank Habineza     | Partit Verd Democràtic de Ruanda | 31,633    | 0.47  |
| Vots nuls/en blanc              | Vots nuls/en blanc | Vots nuls/en blanc               |           | –     |
| Total                           | Total              | Total                            | 6,731,472 | 100   |
| Votants registrats/participació |                    |                                  |           |       |
| Font: NEC Rwanda                |                    |                                  |           |       |